# Algemene Begraafplaats Maarssen
De Algemene Begraafplaats Maarssen ligt aan de Straatweg 27 in Maarssen direct naast de rooms-katholieke Begraafplaats Beeresteijn.

## Geschiedenis
De algemene begraafplaats is in 1930 aangelegd naast de al in 1828 in gebruik genomen rooms-katholieke begraafplaats. Op de algemene begraafplaats staat een aula die omstreeks 1930 is gebouwd en gewaardeerd is als rijksmonument. De aula is oorspronkelijk in expressionistische stijl door P.J. Vermaak ontworpen als een achthoekig gebouwtje met koepelvormig dak.
De begraafplaats telde rond 2010 ongeveer 2370 graven over een oppervlakte van ruim drie hectare. Er zijn daar naast particuliere graven diverse oorlogsgraven aanwezig en verder onder meer gedeeltes ingericht die urnenzuilen en een strooiveld bevatten.

## Afbeeldingen

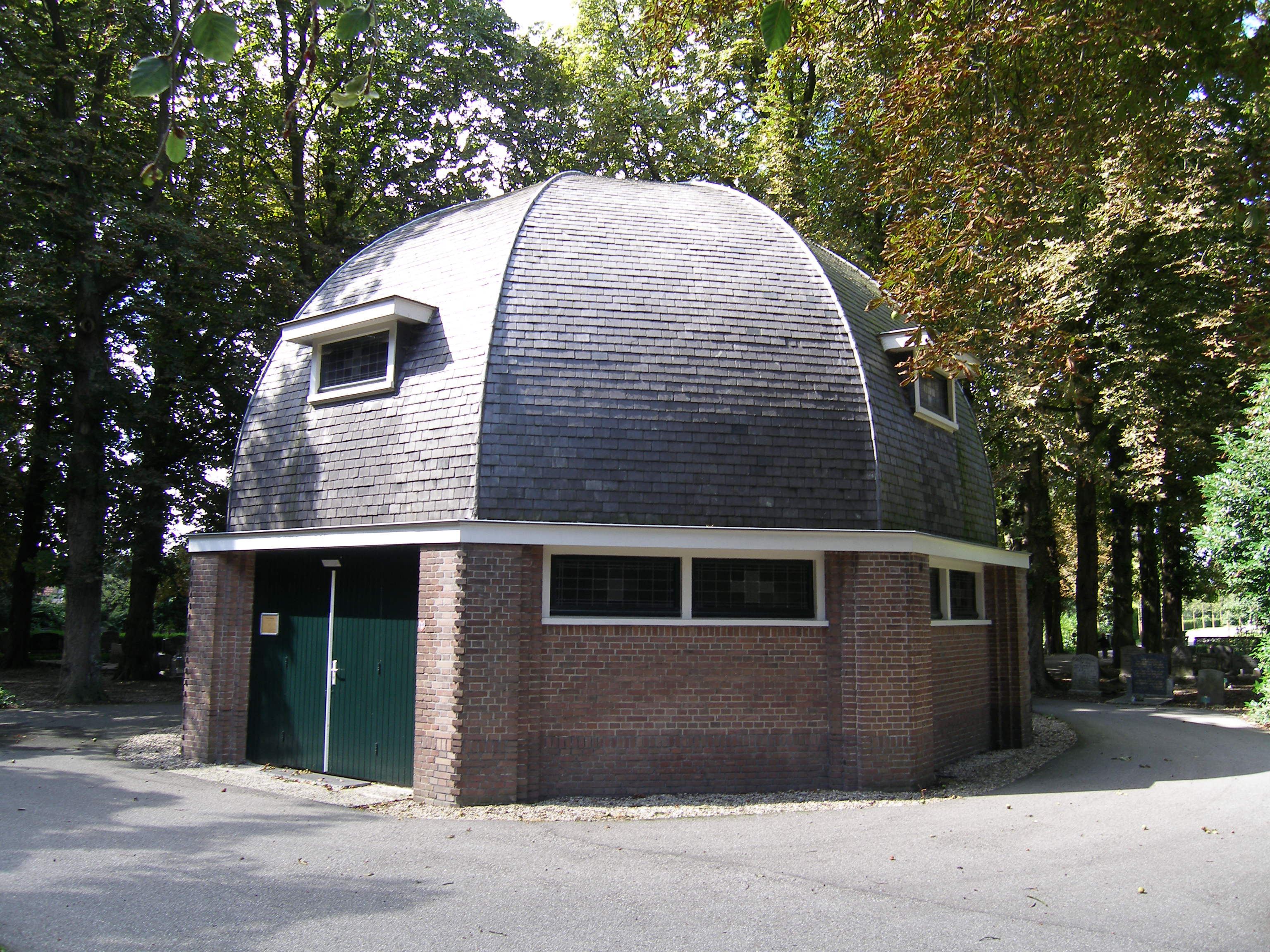
Aula
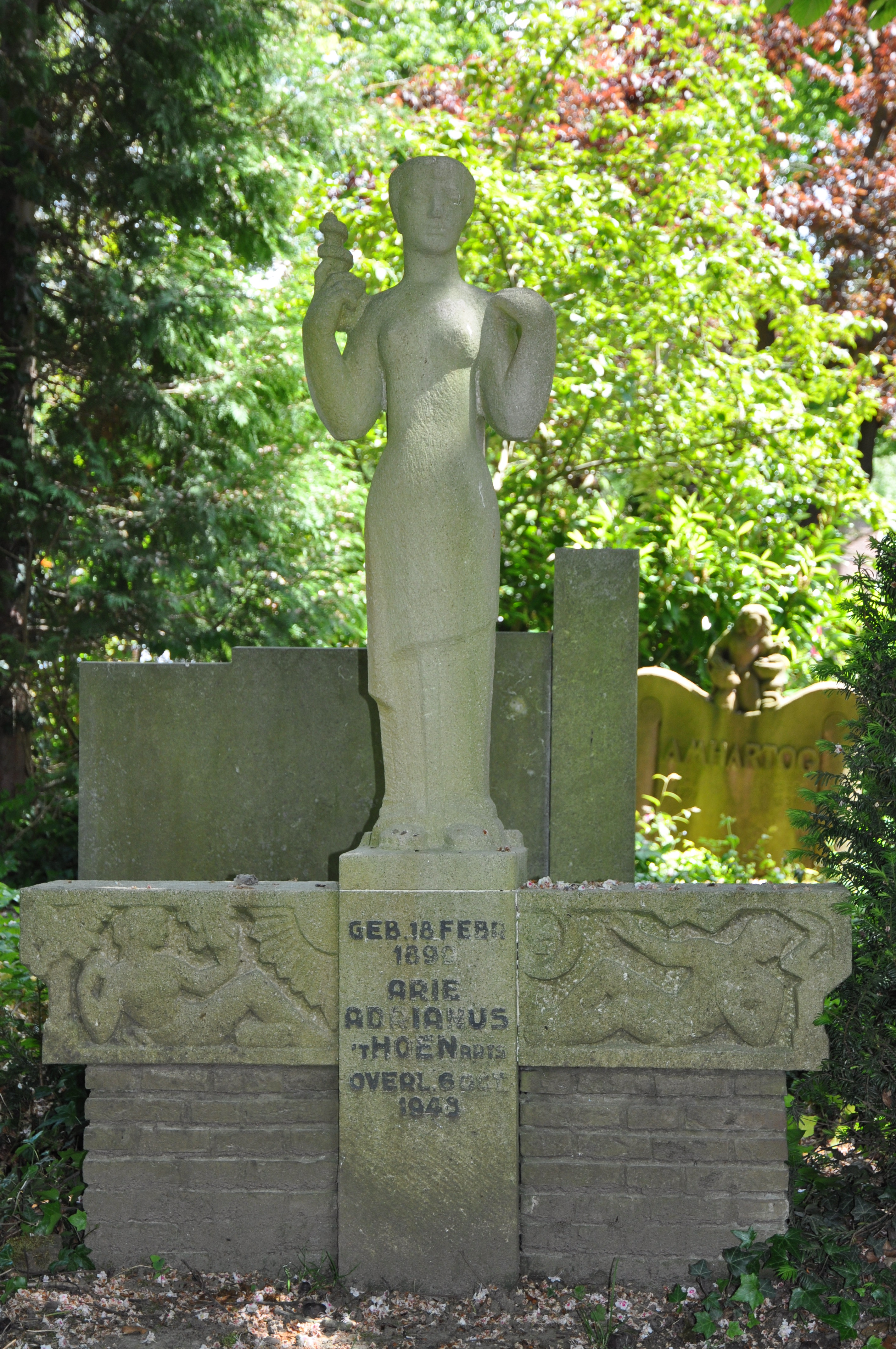
Graf van huisarts 't Hoen
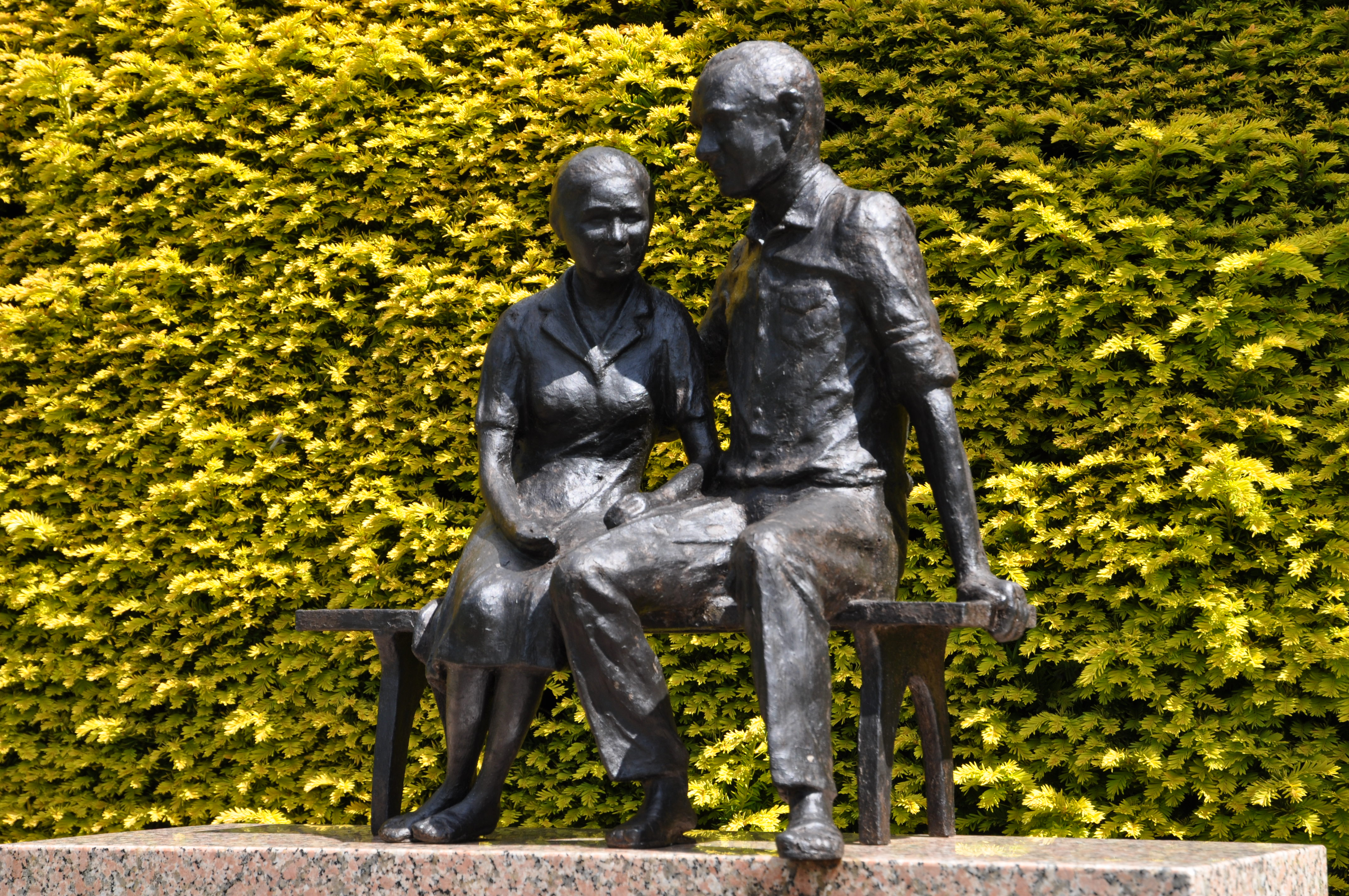
Beeld op een graf op het nieuwe gedeelte van de begraafplaats